# Brookings (Oregon)
Brookings és una població dels Estats Units a l'estat d'Oregon. Segons el cens del 2007 tenia 6.455 habitants.

## Demografia
Segons el cens del 2000, Brookings tenia 5.447 habitants, 2.309 habitatges, i 1.484 famílies. La densitat de població era de 753,8 habitants per km².
Dels 2.309 habitatges en un 27,6% hi vivien nens de menys de 18 anys, en un 51,3% hi vivien parelles casades, en un 9,4% dones solteres, i en un 35,7% no eren unitats familiars. En el 30% dels habitatges hi vivien persones soles el 16,1% de les quals corresponia a persones de 65 anys o més que vivien soles. El nombre mitjà de persones vivint en cada habitatge era de 2,3 i el nombre mitjà de persones que vivien en cada família era de 2,83.
Per edats la població es repartia de la següent manera: un 23,8% tenia menys de 18 anys, un 5,7% entre 18 i 24, un 23,1% entre 25 i 44, un 23,5% de 45 a 60 i un 23,9% 65 anys o més.
L'edat mediana era de 43 anys. Per cada 100 dones de 18 o més anys hi havia 86,3 homes.
La renda mediana per habitatge era de 31.656$ i la renda mediana per família de 36.846$. Els homes tenien una renda mediana de 33.073$ mentre que les dones 22.591$. La renda per capita de la població era de 17.010$. Aproximadament el 9,1% de les famílies i l'11,5% de la població estaven per davall del llindar de pobresa.

## Poblacions més properes
El següent diagrama mostra les poblacions més properes.